# Янтуганово
Янтуганово (баш. Янтуған) — деревня в Илишевском районе Республики Башкортостан Российской Федерации. Входит в состав Сюльтинского сельсовета.

## География

### Географическое положение
Расстояние до:
- районного центра (Верхнеяркеево): 16 км,
- центра сельсовета (Сюльтино): 2 км,
- ближайшей ж/д станции (Буздяк): 91 км.

## Население
| 2002 | 2009 | 2010 |
| ---- | ---- | ---- |
| 224  | ↗236 | ↘202 |

Национальный состав
Согласно переписи 2002 года, преобладающая национальность — башкиры (97 %).